# 水利部松辽水利委员会
松辽水利委员会，全称水利部松辽水利委员会，简称松辽委，驻地吉林省长春市，是中华人民共和国水利部的正厅级派出机构。辖松花江与辽河、东北地区国际界河（湖）流域水利行政管理职责。

## 历史
1982成立。原址位于长春市工农大路。

## 机构设置
1. 办公室
2. 规划计划处
3. 水政与安全监督处（水政监察总队）
4. 水资源处
5. 财务处
6. 人事处
7. 国际河流与科技处
8. 建设与管理处（水利部水利工程建设质量与安全监督总站松辽流域分站）
9. 水土保持处
10. 农村水利处
11. 防汛抗旱办公室
12. 监察处
13. 审计处
14. 离退休职工管理处
15. 直属机关党委
16. 中国农林水利工会松辽委员会
17. 东北水利勘测设计研究院（正局级）
18. 松辽流域水资源保护局（正局级）
19. 水文局（信息中心）（处级）
20. 察尔森水库管理局 （处级）
21. 流域规划与政策研究中心
22. 移民开发中心
23. 松辽流域水土保持监测中心站
24. 水利工程建设管理站
25. 综合服务中心
26. 综合管理中心